# DZT Tymińscy
DZT Tymińscy – polskie przedsiębiorstwo przemysłu motoryzacyjnego produkujące części do samochodów w fabryce w Bacikach Średnich, a od 2009 roku gotowe samochody w fabryce w Lublinie.

## Historia i opis firmy
Firma DZT Tymińscy powstała w 1990 roku po przejęciu spółdzielni w Siemiatyczach, wytwarzającej tapicerkę do samochodu Polski Fiat 125p oraz wyposażenie bagażnika do samochodu FSO Polonez. W 2009 roku spółka zakupiła od syndyka Daewoo Motor Poland budynki, linie produkcyjne i prawa do produkcji samochodów tej spółki w Lublinie (tereny dawnej Fabryki Samochodów Ciężarowych w Lublinie). Aktualnie produkowanych jest kilkadziesiąt rozmaitych części i elementów wyposażenia do samochodów kilku koncernów. W 2010 roku firma zatrudniała ok. 170 osób, w tym w Lublinie około 80 osób, a jej roczne obroty wynosiły ponad 20 mln zł.
W 2010 roku została utworzona spółka DZT Fabryka Samochodów w Lublinie Sp. z o.o. (o kapitale zakładowym 60 mln zł), do której spółka jawna DZT Tymińscy wniosła swój majątek. Dodatkowo, w 2013 roku została powołana Fabryka Samochodów Honker Sp. z o.o., której jedynym udziałowcem jest Zbigniew Tymiński (wspólnik DZT Tymińscy).
Kalendarium
- 2008 – Firma DZT Tymińscy kupiła majątek produkcyjny DMP oraz prawa do produkcji Honkera.
- 2009 – Uruchomienie produkcji Honkera.
- 2010 – 16 września firma zaprezentowała zmodernizowanego Lublina, samochód dostawczy o nazwie Pasagon, który w późniejszym czasie otrzymał nazwę Honker Cargo.
- 2011 – 3 stycznia uruchomiono produkcję Pasagona. We wrześniu firma na Kieleckich Targach Obronnych zaprezentowała 4-drzwiową wersję Honkera w wersji pick-up.
- 2012 – Do produkcji wszedł 4-drzwiowy Honker Pick-up. Rozpoczęcie współpracy z pracownią Janusza Kaniewskiego. We wrześniu nastąpiła zmiana nazwy z Fabryka Samochodów w Lublinie na Fabryka Samochodów Honker w Lublinie. W II połowie roku rozpoczęto sprzedaż samochodu Honker Cargo.

## Wyroby

### Samochody
| Marka, model   | Miejsce produkcji | Lata produkcji |
| -------------- | ----------------- | -------------- |
| Honker 4 X 4   | Lublin            | Od 2009        |
| Honker Cargo   | Lublin            | Od 2011        |
| Honker Pick-Up | Lublin            | Od 2012        |

### Honker

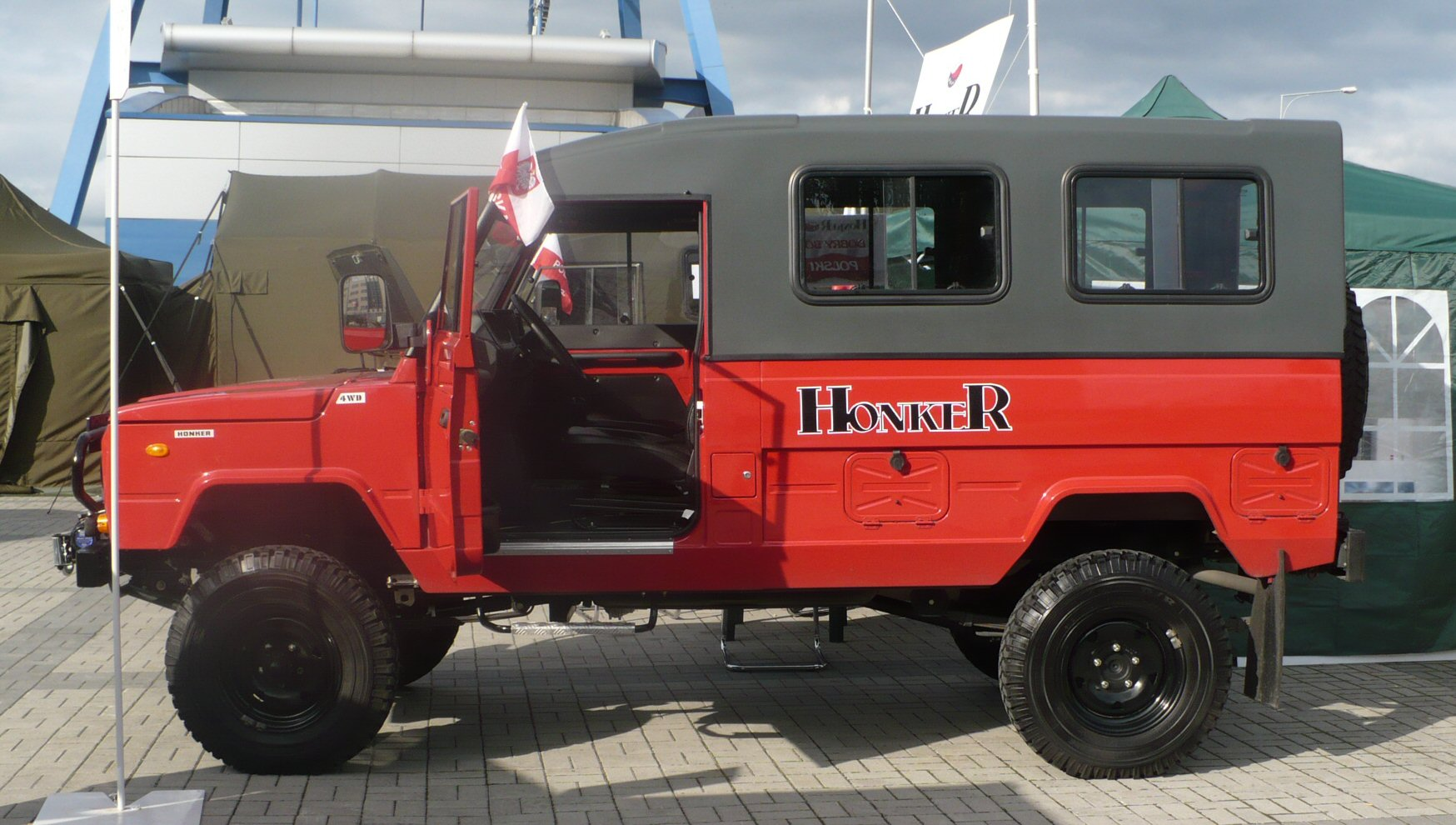
Honker z DZT

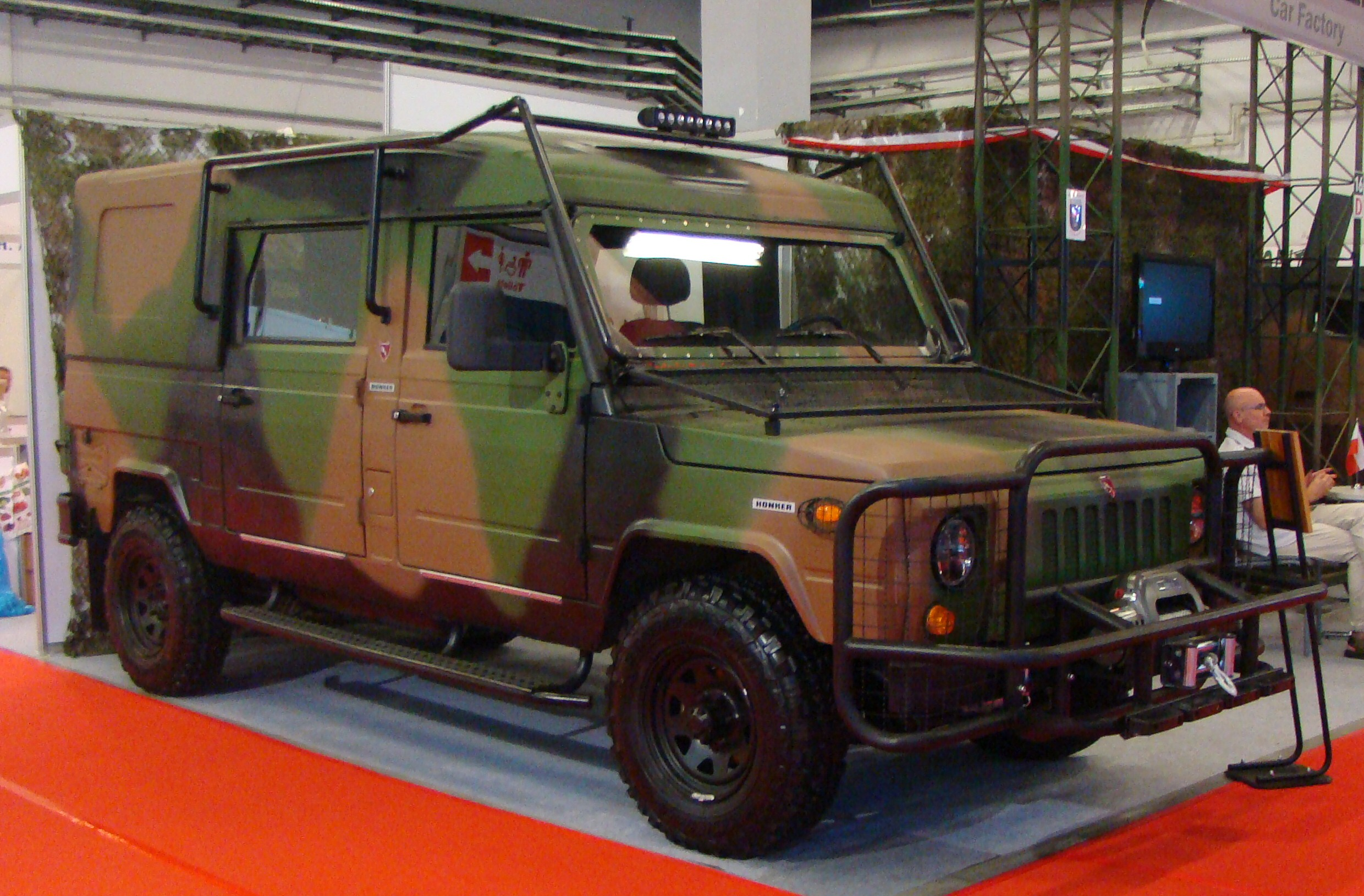
5-drzwiowy Honker z DZT

Produkcję Honkera rozpoczęto w 1988 roku. Do 1996 roku produkowała go Fabryka Samochodów Rolniczych „Polmo” w Poznaniu, następnie Daewoo Motor Poland, Andoria-Mot i Intrall. W 2007 roku Intrall zakończył jego produkcję, a dwa lata później kupiło ją DZT i w tym samym roku wyprodukowano pierwszy egzemplarz. W 2010 roku Wojsko Polskie zamówiło 60 takich samochodów; zostały dostarczone w terminie. DZT oferuje 4 wersje Honkerów: pod zabudowę, towarowy, osobowy, Skorpion. 5 września 2011 na Międzynarodowym Salonie Przemysłu Obronnego (MSPO) w Kielcach firma DZT zaprezentowała wydłużoną o 70 cm, 5-osobową, cywilną wersję Honkera o nazwie DZT Honker 4x4 o nadwoziu pick-up. Jednocześnie zapowiedziała wprowadzenie go do produkcji. Łączne plany produkcji modeli Honker sięgają do 2 tys. sztuk rocznie.

### Honker Cargo
Oficjalna premiera samochodu dostawczego odbyła się w 2010 roku. Zaprezentowano go pod nazwą DZT Pasagon. Pojazd stanowi modernizację pojazdu Intrall Lublin. Dysponuje on wieloma wersjami nadwozia. Produkcja seryjna rozpoczęła się w styczniu 2011 roku. Producent liczy, że w ciągu 3 lat uda się dojść do poziomu produkcji ok. 8 tys. Honkerów Cargo rocznie, z przeznaczeniem na rynek krajowy oraz eksport głównie do krajów arabskich i afrykańskich. Firma w 2012 r. rozpoczęła pracę m.in. nad nowym nadwoziem samochodu. Udział w projekcie bierze polski projektant i designer Janusz Kaniewski. Zmiany nazwy z DZT Pasagon na Honker Van, a potem na Honker Cargo dokonano pod koniec 2012 roku. Pod koniec wakacji 2012 roku rozpoczęto sprzedaż pod tą marką. Do końca września zarejestrowano w Polsce pierwsze 43 sztuki. W I połowie 2013 roku ma mieć miejsce premiera handlowa nowego samochodu dostawczego.